# Alison Korn
Alison Korn (ur. 22 listopada 1970 w Ottawie) – kanadyjska wioślarka, mistrzyni świata z roku 1997 i 1998.
Swoją karierę Alison Korn rozpoczęła w wieku 21 lat. Zdobyła srebro na Letnich Igrzyskach Olimpijskich w 1996 roku oraz brąz w 2000 roku (oba w ósemce). Na mistrzostwach świata w wioślarstwie w 1997 i 1998 roku zdobyła dwa złote medale w dwójce bez sterniczki (razem z Emmą Robinson) oraz srebrny i brązowy medal w ósemce ze sterniczką. Z zawodowego wioślarstwa wycofała się w 2000 roku.